# 中屯島
中屯嶼又名中屯島，是一個在台灣澎湖縣的小島，隸屬於白沙鄉，周長5.1819公里。該島是澎湖群島中的第十大島嶼，位於澎湖本島和白沙島之間，形似土墩，因而舊名中墩。臺灣日治時期，設中墩社。中華民國接管台灣後，更名為中屯。現設中屯村。